# José Luciano Campuzano y Herrera
José Luciano Campuzano y Herrera   (Los Corrales de Buelna, 4 de gener de 1801 - 19 de novembre de 1885) fou un militar espanyol, capità general de València i senador vitalici durant el regnat d'Isabel II d'Espanya
En 1817 va ingressar com a cadet a l'Acadèmia d'Enginyers d'Hoyo de Manzanares i en gener de 1823 es va enfrontar a les tropes absolutistes de Jean Baptiste Bessières. Ascendit a subtinent, va formar part de la partida de Rafael del Riego fins que fou fet presoner i separat del servei fins 1829. En 1831 fou ascendit a tinent i participà en la primera guerra carlista, combatent a Galdakao, Maeztu (1835) i al setge de Bilbao (1836), raó per la qual fou condecorat amb la Creu Llorejada de Sant Ferran i ascendit a coronel. De 1838 a 1844 va passar a formar part de l'Estat Major, amb el que fou destinat a Catalunya en 1839. El 1840 fou president d'una comissió militar per projectar noves comunicacions com la telegrafia òptica a València.
En 1843 fou ascendit a brigadier i destinat a Saragossa, on fou ascendit a mariscal de camp. Després fou nomenat governador militar de Cadis, capità general de València (1847-1848) i director general d'Artilleria. Nomenat senador vitalici en 1853, en 1856 fou nomenat capità general de Puerto Rico, però va renunciar al càrrec per motius de salut. En 1879 va passar a la reserva.